# Rebecca Gallantree
Rebecca Gallantree, née le 19 août 1984 à Chelmsford, est une plongeuse anglaise.

## Carrière
Elle pratique la compétition avec Alicia Blagg aux épreuves de plongeon synchronisé en tremplin de 3 mètres mais réalise aussi des performances en individuel. Elle remporte le titre de la discipline en 2014 aux Jeux du Commonwealth. Elle a également participé à ses premiers Jeux olympiques d'été en 2008 où elle se classe 25e en individuel mais la Grande-Bretagne est représentée en plongeon synchronisé par Tandi Gerrard et Hayley Sage.
Aux jeux de 2012, elle atteint la demi-finale en individuel et se classe 7e en binôme. On la retrouve à Rio en 2016 où le binôme se classe 7e mais ne passe pas le premier tour en individuel.
Aux Mondiaux de 2015, elle réalise de belles performances avec une place de finaliste en individuel (10e), 10e encore en synchronisation et décroche un titre mondial dans l'épreuve par équipe avec son compatriote Tom Daley.